# Церковь Святой Магдалины (Страсбург)
Церковь Святой Магдалины в Страсбурге (фр. Église Sainte-Madeleine de Strasbourg, нем. Magdalenenkirche Straßburg) — католическая церковь, расположенная в центре города Страсбург (Эльзас, Гранд-Эст); готическое здание монастырской церкви при монастыре Марии Магдалины было завершено в 1478 году; церковь являлась местом проповедей Жана Кальвина; в 1904 году пожар практически полностью уничтожил здание, сохранив только позднеготический хор с фрагментами оригинальных фресок; новое здание было завершено в 1907 году; является историческим памятником.

## История и описание
Строительство старого готического здания монастырской церкви Святой Магдалины в Страсбурге было завершено в 1478 году. Жан Кальвин как проповедовал в церкви Магдалины, так и проводил здесь богослужения. Фрагмент бывшего здания монастыря все еще можно увидеть рядом с соседнем школьным зданием. После масштабного и разрушительного пожара, произошедшего в 1904 году, от этого здания сохранился только позднеготический хор; пожар пережили и несколько оригинальных фресок. Сегодня данная часть является часовней в новом здании, а музей строительства Страсбургского собора хранит фрагменты некогда многочисленных витражей старой церкви, созданных в мастерской Петера Хеммеля фон Андлау (ум. 1506).
Новое здание церкви было возведено по проекту архитектора Фрица Бебло под прямым углом к старому хору — оно было завершено около 1907 года. Здание Бебло намного больше, чем его средневековый предшественник. Во время Второй мировой войны церковь была серьезно повреждена в результате бомбардировок города, проводившихся авиацией Великобритании и США — в особенности, от атаки 11 августа 1944 года. В 1958 году здание было восстановлено практически без изменений. В 1965 году церковь получила новый орган.